# Le Mas-d’Azil
Le Mas-d’Azil – miejscowość i gmina we Francji, w regionie Oksytania, w departamencie Ariège.
Według danych na rok 1990 gminę zamieszkiwało 1307 osób, a gęstość zaludnienia wynosiła 33 osób/km² (wśród 3020 gmin regionu Midi-Pireneje Le Mas-d’Azil plasuje się na 269. miejscu pod względem liczby ludności, natomiast pod względem powierzchni na miejscu 168.). W pobliskiej jaskini odkryto zabytki archeologiczne związane z kulturą azylską.